# La voz de los '80 (Los 80)
«La voz de los '80» es el segundo episodio de la tercera temporada de la serie de televisión chilena Los 80 y el episodio 22 en general de la serie. Escrito por Rodrigo Cuevas y dirigido por Boris Quercia, se estrenó por Canal 13 el 24 de octubre de 2010 y obtuvo un promedio de 26,5 puntos de audiencia.
La trama del capítulo se sitúa en marzo de 1985 y muestra a los Herrera volviendo a la normalidad tras el terremoto, con decisiones que marcan su camino de aquí en adelante.

## Desarrollo

### Trama
El episodio se desarrolla entre el 23 al 26 de marzo de 1985. El día 23, Martín (Tomás Verdejo) regresa desde el sur luego de ayudar a sus abuelos en la reconstrucción de su casa tras el terremoto de marzo. Llega inmediatamente a la tienda de Juan (Daniel Muñoz), para ayudarle con las ventas. Más tarde, recibe un llamado de su amigo Plaza de la escuela de cadetes de la Fuerza Aérea de Chile. Este lo invita a la fiesta de cumpleaños de Macarena Tagle, pero Martín no estaba muy convencido de ir. Sin embargo, su padre lo anima a que vaya. Más tarde llega Exequiel y reciben la visita de Mónica, quien aprovecha para presentarse a Juan. 
De vuelta en su casa, Martín le cuenta a Ana (Tamara Acosta) lo bien que están sus abuelos y la manera en que han sobrellevado las pérdidas. Ana había logrado conseguir trabajo por un corto plazo en una Feria del Hogar junto a su amiga Nancy (Katty Kowaleczko), y ambas reciben el reconocimiento de su jefa Gloria (Catherine Mazoyer). Sin embargo, Juan no está muy de acuerdo con el empleo de Ana, ya que obliga a dejar en las labores del hogar en manos de Claudia (Loreto Aravena), quien además se ocupa de sus estudios y los cuidados de la pequeña Anita (Estrella Ortiz).
Bruno (Pablo Freire) le cuenta a Félix (Lucas Escobar) que, por el terremoto, la escuela de niñas cercana al Colegio Salesiano donde ellos estudian se derrumbó, por lo que deberán compartir las salas de clases con ellas. Ambos deciden reunirse con el resto de sus compañeros para impedir que esto suceda, ideando planes y dirigidos por Bruno como el nuevo presidente de curso.
Claudia continúa con su empleo de mesera en el Café del Cerro durante las noches. En uno de sus regresos a casa recibe la visita de Gabriel (Mario Horton), quien todavía vive clandestinamente. Ella le comenta que, por miedo a su familia, prefiere que él no la vuelva a visitar.
Producto del éxito de ventas en la Feria del Hogar, a Nancy y Ana les presentan una oferta de trabajo con contrato y excelente sueldo. Ana, sin embargo, duda en aceptarlo porque, probablemente, tendría una reacción negativa de Juan y además debería dejar sola en la casa a su hija Anita. Nancy le recomienda que contrate a la señora Marta para encargarse, confiada en la ayuda que prestó en la crianza de su hijo Bruno.
Cuando Martín va a la fiesta de su amigo Plaza, es detenido en el camino por Carabineros, quienes sólo le hacen un control rutinario. Al llegar a la fiesta, nota que su amigo Plaza no pudo asistir por un castigo, y tras un breve reencuentro con Macarena, manifiesta su incomodidad con el ambiente, retirándose temprano. Caminando sin rumbo específico, llega a un concierto de una joven banda de San Miguel llamada Los Prisioneros. En las letras de sus canciones encuentra la inspiración que buscaba para seguir adelante y darle un sentido a su vida.
Al día siguiente, Juan y su compadre Exequiel (Daniel Alcaíno) van a buscar a sus esposas a su trabajo en la Feria del Hogar. Al llegar, Juan se entera por casualidad de la oferta de trabajo para Ana, que finalmente había aceptado. Como era de esperarse, Juan se enfurece por la decisión que ella tomó, porque dejaba sus compromisos como dueña de casa y a su familia por irse a trabajar. El día 26, Félix y Bruno sucumben ante la llegada de sus nuevas compañeras, Ana y Nancy preparan sus curriculum para el trabajo, Juan atiende la tienda y Martín, visita una tienda de música, comprando y escuchando el casete La voz de los '80.

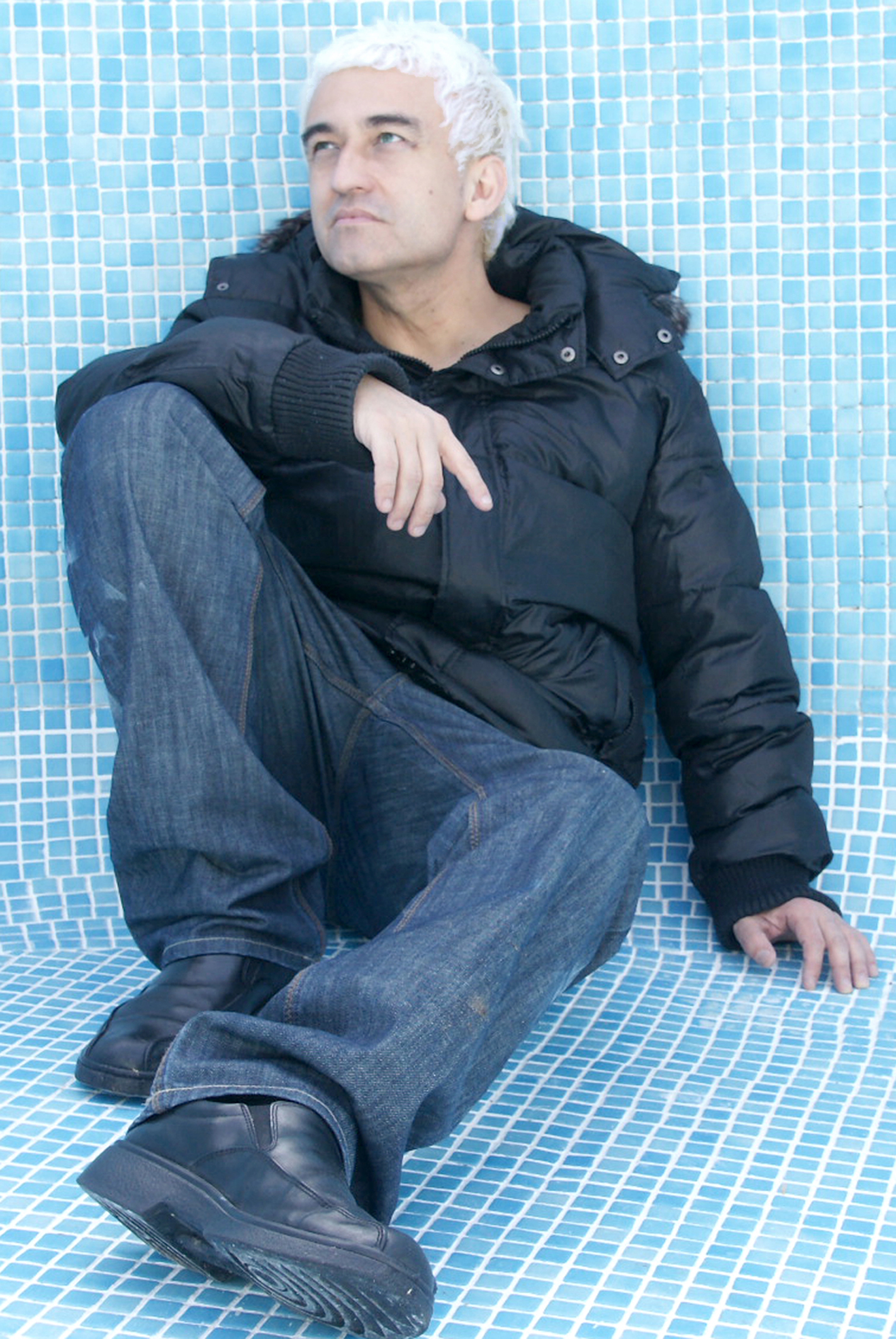
Jorge González miembro de la banda Los Prisioneros.

### Música
Este capítulo hace alusión al sentido inspiracional que tiene para Martín Herrera las canciones del grupo Los Prisioneros. La banda representaba la ideología y opiniones generalizadas de una juventud reprimida por la dictadura militar, con letras contestatarias que causan controversia en el contexto. Canciones como "La voz de los '80" y "Paramar" fueron utilizadas para representar el sentimiento que significó para Martín.

## Recepción
El capítulo fue visto por un promedio de 2,7 millones de espectadores, marcando 26,5 puntos de audiencia. Con esto, Canal 13 se adjudicó la mayor parte de la sintonía entre las 22:15 y 23:45 horas, imponiéndose por sobre el estelar de TVN Animal nocturno. Este contaba con la participación del más mediático de los mineros rescatados del derrumbe de la mina San José, Mario Sepúlveda, pero fue visto por 2,4 millones de espectadores, obteniendo sólo 24 puntos de audiencia. A pesar de que el índice de audiencia del capítulo descendió 2 puntos en comparación con el anterior «Pa' eso tengo familia", es el cuarto más visto de las tres primeras temporadas de la serie.
La sintonía más alta se produjo cuando Martín escucha a Los Prisioneros cantando el clásico que da nombre al capítulo, «La voz de los '80», alcanzando los 30 puntos de audiencia.